# Panceta con chocolate

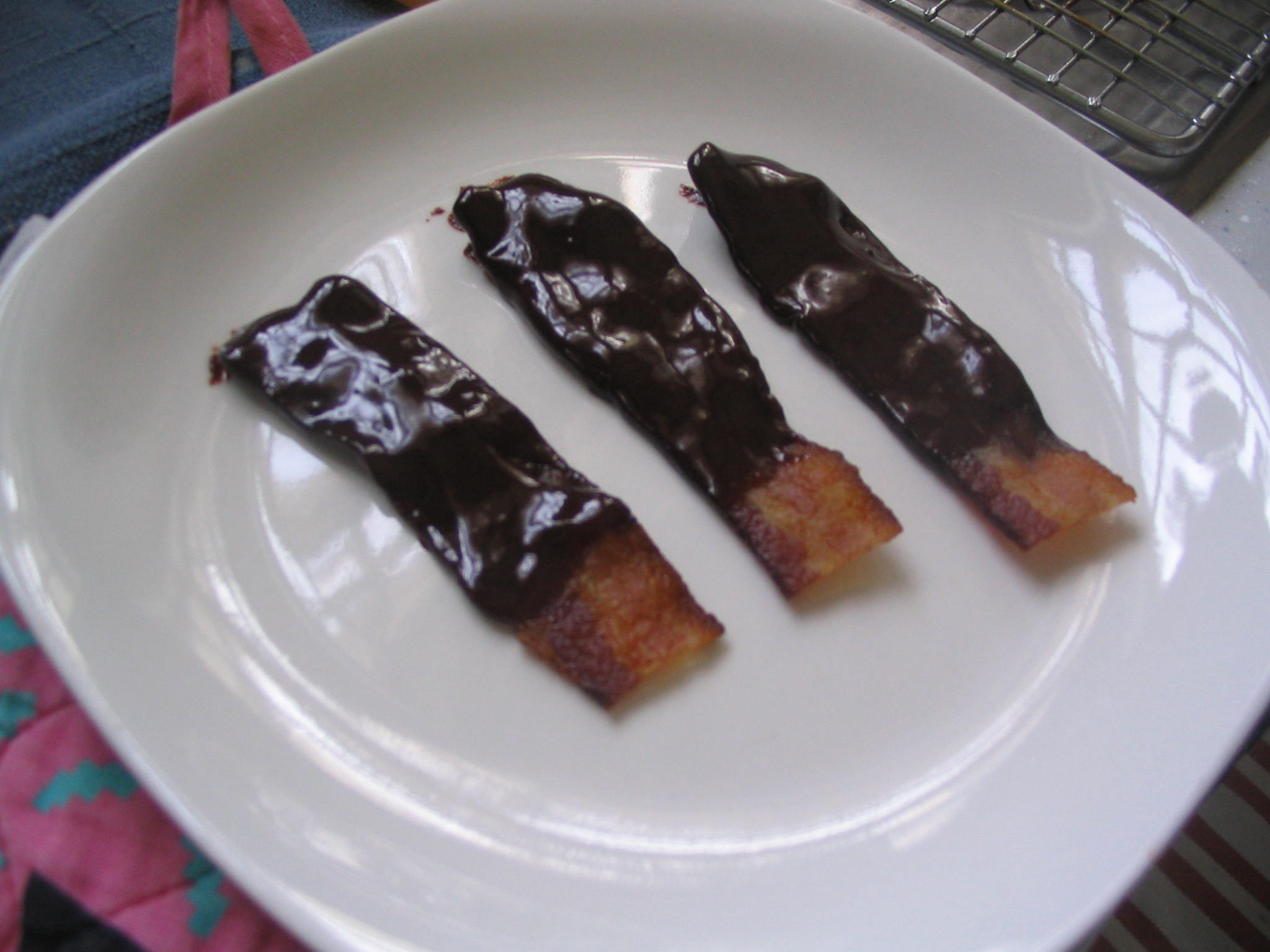
Bacon cubierto de chocolate.

El bacon con chocolate es un plato estadounidense consistente en bacon cocinado y cubierto de chocolate con leche o chocolate negro. Puede espolvorearse con sal marina, pistacho desmenuzado o trocitos de almendra. Hay referencias al plato desde al menos 2005. La popularidad del plato ha aumentado, apareciendo en programas de televisión sobre comida. Una variante ha sido servida en ferias estatales, con el bacon acompañado de salsa de chocolate para mojar.

## Recepción

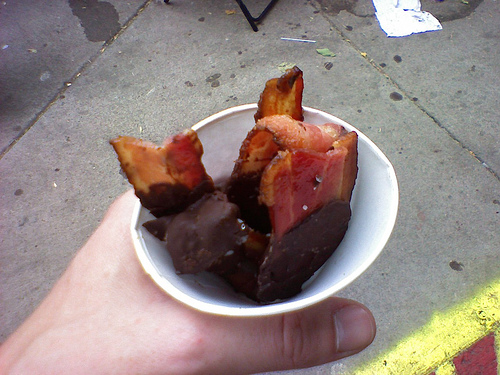
Bacon cubierto de chocolate, en la Feria Estatal de Minnesota de 2008.

El bacon con chocolate se vende como especialidad en todos los Estados Unidos. Apareció en la Feria Estatal de Minnesota bajo el nombre de Pig Lickers (‘piruleta de cerdo’), se vendió en el Santa Cruz Boardwalk de California y bajo el nombre de Pig Candy (‘caramelo de cerdo’) por un fabricante de bombones de Nueva York.
El plato apareció en el programa de televisión Dinner: Impossible como una de las recetas servidas por el chef Michael Symon como parte de su «misión» para transformar la comida festiva en gourmet en Wildwood (Nueva Jersey).
Una loncha de bacon con chocolate se vende por la compañía de bombones de lujo con sede en Atwood Vosges Haut-Chocolate con el nombre Mo's Bacon Bar (‘barrita de bacon al estilo de mamá’). La barra contiene bacon ahumado con manzano, sal ahumada con aliso, y chocolate con leche o negro. Vosges Haut envió su producto a Londres, donde Selfridges & Co. agotó el stock en 48 horas. Aunque este snack no gusta a todo el mundo: un periodista británico dijo que «es la cosa más vomitiva que he comido. Es como si el chocolate hubiera salido de un cenicero lleno.»
En la Feria Estatal de Florida de 2009 se sirvió bacon con salsa de chocolate para mojar, donde una crítica lo calificó de «lo mejor desde la Pepsi frita.»

## Preparación y variantes

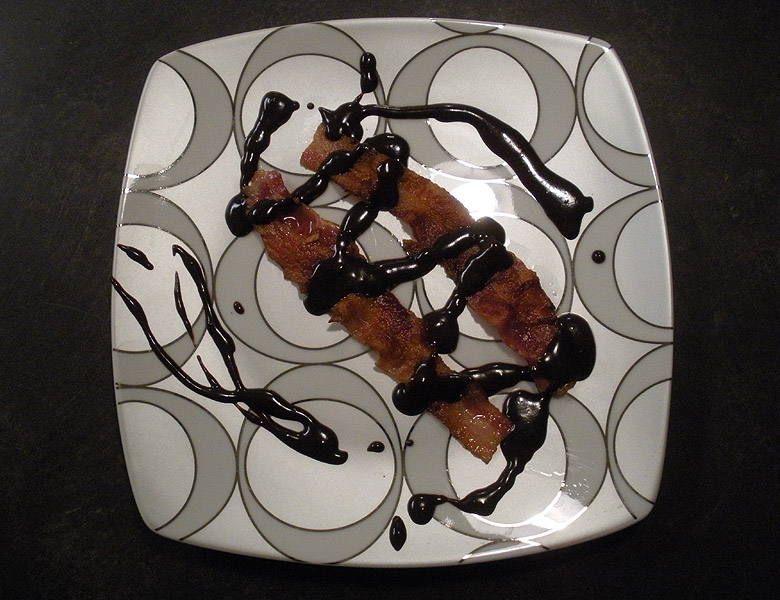
Bacon con una barrita de chocolate derretida por encima.

Para preparar este plato se cocina primero el bacon y luego se sumerge en chocolate fundido. Opcionalmente, se añade algún ingrediente adicional por encima, y se deja enfriar. Una variante es mojar el bacon en chocolate fundido para cubrirlo parcialmente, dejando parte del mismo sin chocolate.
La reciente popularidad en los Estados Unidos del bacon combinado con ingredientes dulces ha provocado una explosión de recetas en medios de comunicación y en Internet, llevando a inesperadas invenciones culinarias, como los cubos de bacon caramelizado, que se basan en una receta de bacon caramelizado con nata montada publicada en el New York Times, y lonchas de bacon cocinadas con azúcar moreno para acompañar los martinis.